# 高橋成忠
高橋 成忠（たかはし しげただ、1940年10月3日 - ）は、大阪府北河内郡枚方町（現・枚方市）出身の元騎手・元調教師。
JRA調教師の高橋義忠は実子。

## 経歴
父は枚方市議会議員も務めた人物で、その三男であった。少年時代は父と連れられて京都競馬場へよく足を運び、父が「なんとかホウシュウという馬が強かった」といったことに印象を残したという。
中学時代には考古学者を将来に思い描いていたが、高校進学が決まった後、駅の構内に貼られていた騎手候補生募集のポスターを見て「なんとなく馬にひかれた」ほか、募集条件がことごとく自分に合致していたことから受験に至り、馬事公苑騎手養成長期課程に第7期生として入所。主な同期生には池江泰郎、丸目敏栄、野元昭、徳吉一己、福永甲、吉岡八郎がいる。
1957年に阪神・佐藤勇厩舎の騎手見習いとなり、2年後の1959年に同厩舎所属でデビュー。3月7日にイサムドーターで初騎乗、28日にツキオーで初勝利を挙げた。1年目から14勝をマークし、年末にはミスイエリュウで朝日チャレンジカップを制して重賞初勝利を飾るなど非凡なスタートを切ったが、見習騎手の減量特典がなくなって騎乗馬に恵まれない時期が続く。年間勝利数も20勝から30勝前後止まりという中でも着実に勝利数を伸ばしていき、1963年には年間33勝で初めて全国10位に付けると、1964年にはヒカルポーラで天皇賞（春）・宝塚記念を制覇。特に天皇賞は圧倒的人気のメイズイがあわや逃げ切るかというところを大外から一気に差し切り、八大競走初勝利を挙げた。これがきっかけで騎乗馬が急増し、1965年には48勝で初めて関西リーディング（全国4位）を獲得。1966年には62勝で2年連続関西リーディング（全国3位）、1967年にはシーエースによる桜花賞制覇を含む84勝を挙げ、関西所属騎手として初の全国リーディングジョッキーとなった。その後も2年連続（1968年～1969年）で関西リーディングに輝き、1970年には関東馬のタマミで3年ぶり2度目の桜花賞制覇、リキエイカンで6年ぶり2度目の天皇賞（春）制覇を達成。桜花賞のタマミは当時開場間もない栗東トレセンに担当厩務員の蛯名幸作と共に滞在しており、高橋は田村正光に代わってトライアルから手綱を任されていたが、圧倒的人気に応えて見事に4馬身差で逃げ切って見せた。天皇賞のリキエイカンはロスなく内を突く冷静な騎乗が光り、ホウウン・フイニイとの大激戦をクビ差制した。同年は71勝を挙げながら6年連続関西リーディングを阻まれたが、86勝を挙げて圧倒的な1位となったのは3年目の若き「天才」福永洋一であり、この頃を境に福永・武邦彦が関西の上位を占めていく。
1971年以降は騎乗数・勝利数も次第に減っていき、活躍も自厩舎の所属馬が中心となる。1973年には愛知杯でシンザン産駒のシルバーランドに騎乗し、芝2000mの競走で中央競馬史上初の2分を切る1分59秒9のレコードタイムで勝利。
1974年11月25日にはフィリピン・マニラで開催された「第12回アジア競馬会議国際騎手招待競走」に日本代表として参加し、3競走に騎乗して2着2回、5着1回であった。
1976年にはシルバーランドでCBC賞をレコード勝ちしているが、これが最後の重賞制覇となった。同年には自厩舎の所属馬ではないが、鳴尾記念で7頭中7番人気のタイホウヒーローに騎乗し、菊花賞馬コクサイプリンスや有馬記念馬イシノアラシを抑えて見事に勝利。
1977年に栗東の騎手では北橋修二・鶴留明雄と共に調教師免許を取得し、騎手を引退。
36歳というトップクラスの騎手としては若年での引退となったが、後年この理由を問われた高橋は「ずっと馬に乗ってきて、ここらで休憩しようかなって感じですよ」と語った。その一方で「この世界はやっぱりジョッキーが一番ですよ。だから、もっと乗っていたかったなあと悔いは残ります。今さら言ってもしょうがないですが」とも語っている。
師匠の佐藤勇は、騎手時代の高橋について「技術としてはそれほど上手くなかったけど、気概で乗っていた」と評している。また、ダービーニュース記者の山口進によれば、関西の厩舎関係者には「そつなく乗る」という点とペース配分の巧みさに対する評価が高く、山口自身は「持って生まれた勘というのも他に類を見ないほど素晴らしい」と評した。
引退後は1978年に厩舎を開業し、7月15日に初出走、10月8日に初勝利を挙げた。以後の成績は概ね15勝前後で推移を続け、1988年に京都大賞典をメイショウエイカンで制して重賞初勝利を挙げた。この頃より年間勝利数は安定して20勝以上を記録、重賞も毎年制した。管理した中で特筆される馬に1991年のスワンステークスを制したケイエスミラクルがいる。生涯10戦のキャリアで3回のレコード勝利を記録し、アメリカのブリーダーズカップ出走も考慮された素質馬であったが、同年のスプリンターズステークスで競走中に故障を発生し、予後不良と診断されて安楽死の措置が取られた。1993年にフェブラリーハンデキャップを制したメイショウホムラ以降は中央における重賞勝利がなかったが、2001年にダービーレグノがシンザン記念を制すると、再び管理馬が重賞戦線で活躍を始めた。特に2000年代半ばからはメイショウホムラの数少ない産駒であるメイショウバトラーが主にダートグレード競走で活躍し、2004年から2008年までに日本競馬史上最多のGIII級競走10勝を挙げた。2007年には瀬戸口勉の定年引退に伴い、関係が深い松本好雄が所有するクラシック二冠馬・メイショウサムソンの管理を引き継いだ。メイショウサムソンは同年の天皇賞（春）に優勝し、高橋は調教師としてのGI競走初優勝を果たした。同馬は秋にも史上4頭目の天皇賞春秋連覇を達成し、同年のJRA賞特別賞を受賞。2007年4月15日には、騎手時代に続いてJRA通算500勝を達成した。
高橋の管理馬には息長く現役を続けるものが数々いることでも知られる。高橋はファンから「丈夫で長く走らせられる秘訣」を尋ねられた際、以下のように答えている。
最も多くの戦績を重ねた管理馬は、共に牝馬でそれぞれ103戦5勝の成績を残したスペインランドとサンコメーテスであり、メイショウサンダー（95戦9勝）、ファンドリリヴリア（89戦6勝）が両馬に続いている。サンコメーテスはレース間隔が2ヶ月以上開いたのは1度だけというタフネスぶりで、ファンドリリヴリアは1998年まで現役を続け、同年の天皇賞（春）で南井克巳を背に積極策に打って出て11着であった。89戦して2番人気には9度推されたことがあったが、1番人気は1度も無かった。また、メイショウバトラーは上記4頭を上回る11歳まで現役を続け、インターネット上ではファンから親しみを込めて「婆さん」と呼ばれた。
2011年2月、調教師の70歳定年制に基づいて調教師を引退。管理馬は従前に調教師試験に合格していた実子・高橋義忠厩舎へ移籍した。メイショウタクミに限り武田博厩舎に転厩している。

## 人物・エピソード
自身が「あまり愛想がいいほうではない」と語る一方で、関係者の間では「口数は少ないが人格者」との評を取る。先述の山口進は騎手時代の高橋に対して「決して努力を怠らない人間」と評している。競馬実況アナウンサーの杉本清は、若手時代、職人気質の人物が多く取材に苦労した中で、高橋には快く応じてもらい、いろいろと教えられたとしている。
また杉本は、若手アナウンサー時代にとくに印象に残ったエピソードとして、自著の中で以下のような思い出を語っている。
高橋自身、ヒカルポーラには強い印象を残している。騎手生活の中でヒカルポーラに教えられたことが大きかったといい、後には「あれ（天皇賞制覇）が俺の競馬のはじまりやった」と語っている。また、若い頃は気性難であったが、加齢とともに心身が落ち着いていった同馬との経験が、「じっくり育てる」という調教師としてのひとつの土台となっているのかも知れない、とも語っている。

## 騎手成績
| 年     | 区分 | 1着 | 2着 | 3着 | 4着以下 | 騎乗数 | 勝率 | 連対率 | 備考                                  |
| ------ | ---- | --- | --- | --- | ------- | ------ | ---- | ------ | ------------------------------------- |
| 1959年 | 平地 | 14  | 11  | 7   | 55      | 87     | .161 | .287   |                                       |
| 1959年 | 障害 | 0   | 0   | 0   | 1       | 1      | .000 | .000   |                                       |
| 1960年 | 平地 | 20  | 21  | 12  | 86      | 139    | .144 | .295   |                                       |
| 1961年 | 平地 | 16  | 17  | 12  | 69      | 114    | .140 | .289   |                                       |
| 1962年 | 平地 | 24  | 26  | 13  | 112     | 175    | .137 | .286   |                                       |
| 1963年 | 平地 | 33  | 31  | 23  | 139     | 226    | .146 | .283   |                                       |
| 1964年 | 平地 | 39  | 27  | 31  | 199     | 296    | .132 | .223   |                                       |
| 1965年 | 平地 | 48  | 50  | 48  | 251     | 397    | .121 | .247   | 関西リーディングジョッキー（全国4位） |
| 1966年 | 平地 | 62  | 52  | 57  | 230     | 401    | .155 | .284   | 関西リーディングジョッキー（全国3位） |
| 1967年 | 平地 | 84  | 81  | 70  | 276     | 511    | .164 | .323   | 全国リーディングジョッキー            |
| 1968年 | 平地 | 84  | 51  | 69  | 332     | 536    | .157 | .252   | 関西リーディングジョッキー（全国3位） |
| 1969年 | 平地 | 82  | 71  | 59  | 247     | 459    | .179 | .333   | 関西リーディングジョッキー（全国2位） |
| 1970年 | 平地 | 71  | 44  | 53  | 288     | 456    | .156 | .252   |                                       |
| 1971年 | 平地 | 49  | 31  | 32  | 197     | 309    | .159 | .259   |                                       |
| 1972年 | 平地 | 33  | 41  | 37  | 210     | 321    | .103 | .231   |                                       |
| 1973年 | 平地 | 33  | 28  | 28  | 138     | 227    | .145 | .269   |                                       |
| 1974年 | 平地 | 16  | 15  | 20  | 104     | 155    | .103 | .200   |                                       |
| 1975年 | 平地 | 20  | 17  | 23  | 112     | 172    | .134 | .215   |                                       |
| 1976年 | 平地 | 21  | 21  | 23  | 115     | 180    | .117 | .233   |                                       |
| 1977年 | 平地 | 0   | 1   | 3   | 10      | 14     | .000 | .071   |                                       |
| 計     | 平地 | 749 | 636 | 620 | 3,170   | 5,175  | .145 | .268   |                                       |
| 計     | 障害 | 0   | 0   | 0   | 1       | 1      | .000 | .000   |                                       |
| 計     | 総計 | 749 | 636 | 620 | 3,171   | 5,176  | .145 | .268   |                                       |

|            | 日付           | 競走名          | 馬名             | 頭数 | 人気 | 着順 |
| ---------- | -------------- | --------------- | ---------------- | ---- | ---- | ---- |
| 初騎乗     | 1959年3月7日   | 5歳以上         | イサムドーター   | 6頭  | 6    | 6着  |
| 初勝利     | 1959年3月28日  | 5歳以上60万下   | ツキオー         | 7頭  | 2    | 1着  |
| 重賞初騎乗 | 1959年12月13日 | 阪神牝馬特別    | ミスイエリユウ   | 7頭  | 2    | 3着  |
| 重賞初勝利 | 1959年12月27日 | 朝日チャレンジC | ミスイエリユウ   | 9頭  | 5    | 1着  |
| GI級初騎乗 | 1961年4月2日   | 桜花賞          | エレガントミラー | 28頭 | 10   | 3着  |
| GI級初勝利 | 1964年4月29日  | 天皇賞（春）    | ヒカルポーラ     | 9頭  | 3    | 1着  |

### 主な騎乗馬
※括弧内は高橋騎乗時の優勝重賞競走。太字は八大競走。
- ミスイエリュウ（1959年朝日チャレンジカップ）
- パスポート（1963年朝日チャレンジカップ）
- ヒカルポーラ（1963年阪神大賞典 1964年天皇賞・春、宝塚記念、京都記念・秋）
- ミスハマノオー（1966年読売カップ・秋 1967年タマツバキ記念・秋）
- ヤマニリュウ（1966年京都記念・秋 1967年金杯・西、京都記念・春）
- シーエース（1967年桜花賞）
- タフネス（1967年朝日チャレンジカップ）
- トツゲキ（1968年タマツバキ記念・春）
- トウメイ（1968年京都4歳特別）
- リキエイカン（1968年阪神3歳ステークス 1970年スワンステークス、天皇賞・春）
- ファインローズ（1969年鳴尾記念）
- クリカシワ（1969年京阪杯）
- ハイプリンス（1970年シンザン記念）
- タマミ（1970年阪神4歳牝馬特別、桜花賞）
- ニューキミノナハ（1970年鳴尾記念）
- タイセフト（1971年京阪杯）
- シルバーランド（1973・1974年愛知杯 1976年マイラーズカップ、CBC賞）
- ディクタボーイ（1973年阪神大賞典）
- スカイリーダ（1974年京都記念・春、京都記念・秋 1975年大阪杯）
- タイホウヒーロー（1976年鳴尾記念）

その他
- テイトオー
- メジロムサシ

## 調教師成績
| 年     | 区分 | 1着 | 2着 | 3着 | 4着以下 | 出走数 | 勝率 | 連対率 |
| ------ | ---- | --- | --- | --- | ------- | ------ | ---- | ------ |
| 1978年 | 平地 | 3   | 3   | 6   | 34      | 46     | .065 | .130   |
| 1979年 | 平地 | 16  | 13  | 13  | 103     | 145    | .110 | .200   |
| 1980年 | 平地 | 10  | 20  | 13  | 119     | 162    | .062 | .185   |
| 1981年 | 平地 | 14  | 11  | 18  | 155     | 198    | .071 | .126   |
| 1981年 | 障害 | 0   | 0   | 0   | 1       | 1      | .000 | .000   |
| 1981年 | 計   | 14  | 11  | 18  | 156     | 199    | .070 | .126   |
| 1982年 | 平地 | 20  | 25  | 24  | 143     | 212    | .094 | .212   |
| 1982年 | 障害 | 0   | 1   | 0   | 1       | 2      | .000 | .500   |
| 1982年 | 計   | 20  | 26  | 24  | 144     | 214    | .093 | .215   |
| 1983年 | 平地 | 8   | 16  | 13  | 150     | 187    | .043 | .122   |
| 1983年 | 障害 | 0   | 0   | 0   | 2       | 2      | .000 | .000   |
| 1983年 | 計   | 8   | 16  | 13  | 152     | 189    | .042 | .127   |
| 1984年 | 平地 | 12  | 14  | 20  | 123     | 169    | .071 | .154   |
| 1984年 | 障害 | 3   | 3   | 1   | 14      | 21     | .143 | .286   |
| 1984年 | 計   | 15  | 17  | 21  | 137     | 190    | .079 | .168   |
| 1985年 | 平地 | 13  | 17  | 19  | 191     | 233    | .056 | .129   |
| 1985年 | 障害 | 2   | 3   | 1   | 16      | 22     | .091 | .227   |
| 1985年 | 計   | 15  | 20  | 20  | 207     | 255    | .059 | .137   |
| 1986年 | 平地 | 12  | 15  | 21  | 166     | 214    | .056 | .126   |
| 1986年 | 障害 | 1   | 1   | 2   | 16      | 20     | .050 | .100   |
| 1986年 | 計   | 13  | 16  | 23  | 182     | 234    | .056 | .124   |
| 1987年 | 平地 | 16  | 16  | 13  | 157     | 202    | .079 | .158   |
| 1987年 | 障害 | 1   | 0   | 4   | 13      | 18     | .056 | .056   |
| 1987年 | 計   | 17  | 16  | 17  | 170     | 220    | .077 | .150   |
| 1988年 | 平地 | 24  | 19  | 19  | 184     | 246    | .098 | .175   |
| 1988年 | 障害 | 2   | 2   | 0   | 7       | 11     | .182 | .364   |
| 1988年 | 計   | 26  | 21  | 19  | 191     | 257    | .101 | .183   |
| 1989年 | 平地 | 20  | 14  | 35  | 166     | 235    | .085 | .145   |
| 1989年 | 障害 | 0   | 0   | 0   | 4       | 4      | .000 | .000   |
| 1989年 | 計   | 20  | 14  | 35  | 170     | 239    | .084 | .142   |
| 1990年 | 平地 | 19  | 17  | 30  | 215     | 281    | .068 | .128   |
| 1991年 | 平地 | 16  | 26  | 22  | 190     | 254    | .063 | .165   |
| 1991年 | 障害 | 4   | 0   | 1   | 7       | 12     | .333 | .333   |
| 1991年 | 計   | 20  | 26  | 23  | 197     | 266    | .075 | .173   |
| 1992年 | 平地 | 24  | 18  | 24  | 196     | 252    | .092 | .160   |
| 1992年 | 障害 | 2   | 2   | 0   | 9       | 13     | .154 | .308   |
| 1992年 | 計   | 26  | 20  | 24  | 205     | 265    | .095 | .167   |
| 1993年 | 平地 | 26  | 18  | 15  | 181     | 240    | .108 | .183   |
| 1994年 | 平地 | 9   | 14  | 14  | 203     | 240    | .038 | .096   |
| 1994年 | 障害 | 1   | 0   | 1   | 2       | 4      | .250 | .250   |
| 1994年 | 計   | 10  | 14  | 15  | 205     | 244    | .041 | .098   |
| 1995年 | 平地 | 27  | 40  | 30  | 173     | 270    | .100 | .248   |
| 1995年 | 障害 | 0   | 0   | 0   | 2       | 2      | .000 | .000   |
| 1995年 | 計   | 27  | 40  | 30  | 175     | 272    | .099 | .246   |
| 1996年 | 平地 | 24  | 23  | 33  | 252     | 332    | .072 | .142   |
| 1996年 | 障害 | 0   | 0   | 1   | 5       | 6      | .000 | .000   |
| 1996年 | 計   | 24  | 23  | 34  | 257     | 338    | .071 | .139   |
| 1997年 | 平地 | 16  | 18  | 20  | 223     | 277    | .058 | .123   |
| 1998年 | 平地 | 17  | 17  | 23  | 238     | 295    | .058 | .115   |
| 1998年 | 障害 | 2   | 2   | 2   | 4       | 10     | .200 | .400   |
| 1998年 | 計   | 19  | 19  | 25  | 242     | 305    | .062 | .125   |
| 1999年 | 平地 | 14  | 17  | 12  | 195     | 238    | .059 | .130   |
| 1999年 | 障害 | 2   | 1   | 2   | 13      | 18     | .111 | .167   |
| 1999年 | 計   | 16  | 18  | 14  | 208     | 256    | .063 | .133   |
| 2000年 | 平地 | 15  | 11  | 17  | 196     | 239    | .063 | .109   |
| 2000年 | 障害 | 1   | 0   | 1   | 9       | 11     | .091 | .091   |
| 2000年 | 計   | 16  | 11  | 18  | 205     | 250    | .064 | .108   |
| 2001年 | 平地 | 18  | 24  | 17  | 202     | 261    | .069 | .161   |
| 2001年 | 障害 | 0   | 1   | 0   | 9       | 10     | .000 | .100   |
| 2001年 | 計   | 18  | 25  | 17  | 211     | 271    | .066 | .159   |
| 2002年 | 平地 | 13  | 17  | 23  | 214     | 267    | .049 | .112   |
| 2002年 | 障害 | 0   | 1   | 1   | 8       | 10     | .000 | .100   |
| 2002年 | 計   | 13  | 18  | 24  | 222     | 277    | .047 | .112   |
| 2003年 | 平地 | 24  | 25  | 14  | 227     | 290    | .083 | .169   |
| 2003年 | 障害 | 0   | 0   | 1   | 5       | 6      | .000 | .000   |
| 2003年 | 計   | 24  | 25  | 15  | 232     | 296    | .081 | .166   |
| 2004年 | 平地 | 14  | 26  | 20  | 199     | 259    | .054 | .154   |
| 2004年 | 障害 | 0   | 0   | 0   | 2       | 2      | .000 | .000   |
| 2004年 | 計   | 14  | 26  | 20  | 201     | 261    | .056 | .153   |
| 2005年 | 平地 | 15  | 19  | 13  | 207     | 254    | .059 | .134   |
| 2005年 | 障害 | 0   | 0   | 0   | 2       | 2      | .000 | .000   |
| 2005年 | 計   | 15  | 19  | 13  | 209     | 256    | .059 | .133   |
| 2006年 | 平地 | 15  | 23  | 19  | 211     | 268    | .056 | .142   |
| 2007年 | 平地 | 12  | 18  | 17  | 179     | 226    | .053 | .133   |
| 2007年 | 障害 | 0   | 0   | 1   | 4       | 5      | .000 | .000   |
| 2007年 | 計   | 12  | 18  | 18  | 183     | 231    | .052 | .130   |
| 2008年 | 平地 | 3   | 7   | 6   | 199     | 215    | .014 | .047   |
| 2009年 | 平地 | 8   | 11  | 11  | 195     | 225    | .036 | .084   |
| 2010年 | 平地 | 5   | 7   | 11  | 216     | 239    | .021 | .050   |
| 2010年 | 障害 | 1   | 1   | 1   | 8       | 11     | .091 | .182   |
| 2010年 | 計   | 6   | 8   | 12  | 224     | 250    | .024 | .056   |
| 2011年 | 平地 | 0   | 2   | 3   | 39      | 44     | .000 | .045   |
| 計     | 平地 | 502 | 581 | 608 | 6034    | 7725   | .065 | .140   |
| 計     | 障害 | 22  | 18  | 20  | 163     | 223    | .099 | .179   |
| 計     | 総計 | 524 | 599 | 628 | 6197    | 7948   | .066 | .141   |

|            | 日付          | 競馬場・開催  | 競走名        | 馬名               | 頭数 | 人気 | 着順 |
| ---------- | ------------- | ------------- | ------------- | ------------------ | ---- | ---- | ---- |
| 初出走     | 1978年7月15日 | 2回小倉1日3R  | 3歳上300万下  | ケンセイフラワー   | -    | -    | 3着  |
| 初勝利     | 1978年10月8日 | 4回京都2日12R | 3歳上1000万下 | クニヒメ           | -    | -    | 1着  |
| 重賞初出走 | 1980年2月10日 | 1回中京6日11R | きさらぎ賞    | タマハッコウ       | 11頭 | 10   | 11着 |
| 重賞初勝利 | 1988年10月9日 | 4回京都2日11R | 京都大賞典    | メイショウエイカン | 8頭  | 6    | 1着  |
| GI初出走   | 1980年4月6日  | 2回阪神6日11R | 桜花賞        | タマハッコウ       | 21頭 | 21   | 21着 |
| GI初勝利   | 2007年4月29日 | 3回京都4日11R | 天皇賞（春）  | メイショウサムソン | 16頭 | 2    | 1着  |

### 主な管理馬
※括弧内は高橋管理時の優勝重賞競走。太字はGI級競走。
- メイショウエイカン（1988年京都大賞典）
- グレートモンテ（1989年愛知杯、1990年札幌記念）
- ケイエスミラクル（1991年スワンステークス）
- センタージュン（1992年阪神障害ステークス (秋)）
- メイショウホムラ（1993年フェブラリーハンデキャップ）
- ダービーレグノ（2001年シンザン記念、2003年新潟記念）
- メイショウドメニカ（2003年福島記念）
- メイショウバトラー（2004年小倉大賞典、2006年プロキオンステークス, サマーチャンピオン, シリウスステークス、2007年かきつばた記念, さきたま杯, スパーキングレディーカップ, クラスターカップ、2008年・2009年マリーンカップ）
- メイショウサムソン（2007年大阪杯, 天皇賞（春）, 天皇賞（秋））
- サンレイジャスパー（2007年小倉記念）
- シルバータイセイ（競走馬引退後に1988年ソウルオリンピック、1992年バルセロナオリンピック出場）
- スペインランド（100回を超える出走回数、当時は「百戦錬磨ならぬ百戦錬馬」と言われる等話題となった）[15][16]

## 主な厩舎所属者
※太字は門下生。括弧内は厩舎所属期間と所属中の職分。
- 佐伯清久（1989年-1995年 騎手）
- 高橋義忠（1999年-2011年 調教助手）
- 難波剛健（2001年-2008年 騎手）
- 中田征男（厩務員）